# Oblężenie Orchomenos
Oblężenie Orchomenos – oblężenie arkadyjskiego Orchomenos miało miejsce w roku 227 p.n.e. Spartanie zajęli to miasto w 229 p.n.e. wraz z innymi miastami Arkadii, a ich dalsza ekspansja w tym regionie spotkała się ze zbrojnym oporem Związku Achajskiego; oblężenie stanowiło jeden z epizodów tego konfliktu.
W starciu tym oblegające Orchomenos siły Związku Achajskiego dowodzone przez Aratosa zwyciężyły Spartan, którzy stracili 300 żołnierzy. Spartanami dowodził Megistonus, ojczym Kleomenesa III, który dostał się do niewoli. Informacje o oblężeniu przekazał Plutarch.